# Huizhou kineski (jezik)
Huizhou kineski jezik (ISO 639-3: czh), jezik Huizhou Kineza kojim govori nepoznat broj osoba na jugu kineske provincije Anhui i sjeveru provincije Zhejiang. Etnički se vode kao dio nacionalnosti Han. Dijalekti su mu međusobno prilično različiti, to su jixi, xiuyi, qide, yanzhoui jingzhan.
Govornici su bilingualni u kineskom standardnom jeziku; kinesko pismo. Nije isto što i huizhou dijalekt jezika hakka.

## Vanjske poveznice
- Ethnologue (14th)
- Ethnologue (15th)